# Хлопцева Олена Іванівна
Хлопцева Олена Іванівна (21 травня 1960) — білоруська академічна веслувальниця.
Олімпійська чемпіонка 1980 року в складі парної двійки, бронзова призерка 1992 року в складі парної четвірки.
Чемпіонка світу 1983 (парна четвірка зі стерновою), 1982 (парні четвірки зі стерновою) років, срібна призерка 1991, 1985 років у складі парної четвірки, бронзова призерка 1978 року в складі парної четвірки зі стерновою.
Чемпіонка світу серед юніорів 1978 року в складі парної двійки.